# تشناقلو
تشناقلوهي قرية في مقاطعة أرومية، إيران. يقدر عدد سكانها بـ 285 نسمة بحسب إحصاء 2016.